# 达州 (渤海国)
达州，渤海国的怀远府所领九州之一，依郭州。
达州治所在今在黑龙江省同江县南高力城子废墟附近，一说在锡霍特山脉以西、乌苏里江以东比金河流域；辖境至伯力（俄罗斯哈巴罗夫斯克）以东至日本海地。领怀福、豹山、乳水三县。辽朝灭渤海，废达州，辽太祖迁达州百姓至今吉林省公主岭市新集城秦家屯古城，设置信州统辖。